# José Ramón Gómez Fouz
José Ramón Gómez Fouz (Oviedo, Asturias, el 27 de enero de 1952) es un exboxeador y escritor español. Fue uno de los mejores boxeadores españoles en la década de los setenta, alzándose con el campeonato de Europa de los pesos superligeros en 1975.

## Biografía
Hijo de un subinspector de policía, comenzó su carrera como boxeador en Oviedo. A los quince años realizó su primer combate, comenzando así una carrera que duraría dieciocho años. Sus mejores años fueron 1974 y 1975. En 1974 ganó todos los combates menos uno, que fue declarado nulo. El 8 de marzo de 1975 venció a Walter Blaser en Zúrich (Suiza), conquistando el título de Europa de los superligeros. Gómez Fouz revalidó el título en junio del mismo año, en Barcelona, tras vencer a los puntos al italiano Romano Fanali, pero cayó derrotado en su segunda defensa del título, que tuvo lugar el 31 de octubre en Colonia (Alemania), ante el turco Cemal Kamaci, en el séptimo asalto, por K.O. Desde entonces realizó pocos combates. Disputó un total de ochenta y ocho y sólo perdió cinco. Fue campeón de España de los superligeros y wélter.
Púgil muy técnico y temeroso, evitó siempre peleas difíciles prefiriendo rivales inexpertos , ante quien obtuvo grandes triunfos. Los pegadores le daban mucho respeto , como Perico Fernández o Pacheco.
Se retiró en 1984 tras disputar un total de 152 combates. Según sus propias declaraciones, se retiró acuciado por problemas de peso: «Me costaba dar el peso de mi categoría, era y soy una persona que me gusta comer, no llevaba una dieta, y además, siempre acompaño las comidas con un vaso de vino». Tras retirarse dirige una empresa comercializadora de aceros especiales. Desde finales de la década de 1980, y sin abandonar su actividad profesional, ha escrito varios libros sobre sucesos y episodios de la posguerra en Asturias. Entre ellos se encuentran Bernabé (el mito de un bandolero) (1989), La brigadilla (1992) y Clandestinos (1999).